# Pitkäsaari (ö i Finland, Norra Savolax, Kuopio, lat 62,86, long 28,13)
Pitkäsaari är en liten halvö i Finland. Den ligger i sjön Riistavesi och i kommunen Kuopio i den ekonomiska regionen  Kuopio ekonomiska region  och landskapet Norra Savolax, i den centrala delen av landet, 300 km nordost om huvudstaden Helsingfors.